# أدولف إغر
أدولف إغر هو شخصية أعمال ومحامي نرويجي، ولد في 25 أبريل 1878، وتوفي في 1958.